# American Country Songs
American Country Songs — седьмой студийный альбом американской певицы Хелен Меррилл, выпущенный в ноябре 1959 года на лейбле Atco Records. Для альбома певица выбрала не привычный джазовый, а кантри-материал, записав двенадцать песен, четыре из которых принадлежат родоначальнику жанра Хэнку Уильямсу.

## Отзывы критиков
| Оценки критиков                   | Оценки критиков |
| Источник                          | Оценка          |
| --------------------------------- | --------------- |
| AllMusic                          | [ 2 ]           |
| The Encyclopedia of Popular Music | [ 3 ]           |
| Tom Hull — on the Web             | B               |

В журнале Billboard написали: «Джазовая девушка обращается к серии тщательно подобранных мелодий в стиле кантри для своего нового альбома. Они исполнены в сочной поп-манере при отличной поддержке Чака Сэгла. В комплект входят такие песни, как „Half As Much“, „You Win Again“ и „Cold, Cold Heart“. Упаковка подчеркнута красивой фотографией вокалистки на обложке. Звук отличный». В журнале Cash Box отметили, как Мисс Меррилл, в основном джазовая певица, выбрала дюжину превосходных песен и перевела их на свой личный язык изысканности. Ральф Дж. Глисон из HiFi/Stereo Review заявил, что Мисс Меррилл — последний человек, которого он бы представить исполняющим кантри Хэнка Уильямса, однако, по его мнению, уже в первом треке она доказывает, что у неё есть природный подход к этим песням и в итоге получается одна из лучших коллекций такого рода материала.

## Список композиций
1. «Maybe Tomorrow» (Дон Эверли, Фил Эверли) — 2:35
2. «I’m So Lonesome I Could Cry» (Хэнк Уильямс) — 2:09
3. «You Don’t Know Me» (Синди Уолкер, Эдди Арнольд) — 2:19
4. «Condemned Without Trial» (Дон Робертсон, Хэл Блэр) — 2:26
5. «You Win Again» (Хэнк Уильямс) — 2:25
6. «I’m Here to Get My Baby Out of Jail» (Харли Тейлор, Карл Дэвис) — 4:17
7. «A Heart Full of Love» (Эдди Арнольд, Рэй Сонел, Стив Нельсон) — 3:02
8. «Cold, Cold Heart» (Хэнк Уильямс) — 2:37
9. «Devoted To You» (Будло Брайант) — 2:19
10. «My Heart Would Know» (Хэнк Уильямс) — 2:25
11. «Any Time» (Герберт Лоусон) — 2:39
12. «Half As Much» (Керли Уильямс) — 2:28

## Участники записи
- Аранжировка, дирижёр — Чак Сэгл
- Бас-гитара — Милт Хинтон (1-5, 7, 10, 12), Джордж Дювивье (6, 8, 9, 11)
- Вибрафон — Кеннет Хоукс (6, 8, 9, 11)
- Виола — Альфред Браун (1-5, 7, 10, 12)
- Виолончель — Харви Шапиро (1-5, 7, 10, 12)
- Вокал — Хелен Меррилл
- Гитара — Билл Суйкер, Манделл Лоу
- Звукорежиссёр — Билл Шварцан, Том Дауд
- Примечания — Пол Акерман
- Супервайзер — Несухи Эртегюн
- Скрипка — Дэвид Надьен (1-5, 7, 10, 12), Джин Орлофф (1-5, 6, 10, 12), Гарри Лукофски (1-5, 7, 10, 12)
- Ударные — Бобби Розенгарден (1, 3, 4, 7), Эд Шонесси (2, 5, 10, 12), Джо Джонс (6, 8, 9, 11)
- Фортепиано — Берни Лейтон (1-5, 7, 10, 12)